# Президентська кампанія Гілларі Клінтон 2016 року
Президентська кампанія Гілларі Клінтон розпочалась 12 квітня 2015 року після оприлюднення відповідної заяви на її офіційному YouTube-каналі. Клінтон була 67-м Державним секретарем США під час першого президентського терміну Обами (2009—2013). З 2001 по 2009 року вона займала посаду сенатора від штату Нью-Йорк. Гілларі Клінтон є дружиною колишнього президента США Білла Клінтона. Ця кампанія стала другою в політичній кар'єрі Клінтон після невдалої номінації 2008 року, коли вона програла майбутньому президенту США Бараку Обамі.
Основним суперником Клінтон на праймеріз Демократичної партії був сенатор від штату Вермонт Берні Сандерс. Основу електоральної бази Клінтон складали виборці середнього та похилого віку, а також жінки, афроамериканці та латиноамериканці. У її передвиборчій програмі найбільшу увагу приділено питанням розширення прав жінок та національних меншин, підвищення заробітної плати, забезпечення рівної оплати праці чоловіків та жінок, а також вдосконалення системи охорони здоров'я.
«Ассошіейтед прес» назвав Клінтон імовірним кандидатом від Демократичної партії після того, як 6 червня 2016 року вона здобула необхідне число делегатів, включно з суперделегатами. Сандерс підтримав президентську кампанію Клінтон 12 липня. На посаду віце-президента Клінтон обрала сенатора від Вірджинії Тіма Кейна. Клінтон та Кейн стали офіційними кандидатами за рішенням Національної конвенції демократичної партії США 26 червня 2016 року
.
Клінтон визнала свою поразку на президентських виборах у США 9 листопада 2016 року після того як низка ЗМІ заявили, що Трамп здобув більше 270 голосів виборників, і таким чином переміг на виборах.